# Michael Häupl
Michael Häupl (Altlengbach, Baja Austria, 14 de septiembre de 1949) es un político austríaco, alcalde de Viena desde el 7 de noviembre de 1994 hasta mayo de 2018. Pertenece al SPÖ, el Partido Socialdemócrata Austriaco. Estaba casado con Helga Häupl y después de haberse divorciado de ella contrajo matrimonio con Barbara Hörnlein. Tiene dos hijos.
Estudió biología y zoología en la Universidad de Viena. Antiguo miembro del VSStÖ, la organización juvenil del SPÖ y desde 1983 a 1988, concejal de ocio y deporte.

## Algunas publicaciones
- Michael Häupl, Marxismus und Ökologie. ÜBERHOLTES DOGMA? in: Renate Marschalek, Peter Pelinka (eds.) Rot-Grüner Anstoß. Aufsatzsammlung, Mit einem Vorwort von Kurt Steyrer, Verlag Jugend und Volk, Viena 1983, ISBN 3-224-16510-3.

- Michael Häupl, Patrick Horvath, Bernhard Müller, Thomas Weninger (eds.) Zukunft Stadt. Wirtschaftspolitische Visionen für die urbanen Zentren von morgen. New Academic Press, Viena 2016, ISBN 978-3-7003-1932-0.

## Literatura
- Harry Kopietz, Michael Ludwig (eds.) Michael Häupl. 20 Jahre für Wien. Aufsatzsammlung, Verlag Echomedia, Viena 2004, ISBN 3-901761-31-4.